# Нисивага
Нисивага (яп. 西和賀町 Нисивага-мати) — посёлок в Японии, находящийся в уезде Вага префектуры Иватэ. Площадь посёлка составляет 590,78 км², население — 5976 человек (1 августа 2014), плотность населения — 10,12 чел./км².

## Географическое положение
Посёлок расположен на острове Хонсю в префектуре Иватэ региона Тохоку. С ним граничат города Ханамаки, Китаками, Осю, Сембоку, Дайсен, Йокоте, посёлки Сидзукуиси, Мисато и село Хигасинарусе.

## Население
Население посёлка составляет 5976 человек (1 августа 2014), а плотность — 10,12 чел./км². Изменение численности населения с 1980 по 2005 годы:
| 1980 | 9989 чел. |  |
| 1985 | 9520 чел. |  |
| 1990 | 8973 чел. |  |
| 1995 | 8594 чел. |  |
| 2000 | 7983 чел. |  |
| 2005 | 7375 чел. |  |